# The X-Files: I Want to Believe
The X-Files: I Want to Believe (titulada: X-Files: Creer es la clave en España y Los expedientes secretos X: Quiero creer en Hispanoamérica), es la segunda película basada en la serie de televisión, The X-Files, después de The X-Files: Fight the Future en 1998. Esta secuela es dirigida por el creador de la serie Chris Carter, y escrita por él mismo junto a Frank Spotnitz. En un inicio, la película fue anticipada en noviembre de 2001 después de concluida la novena temporada de la serie. Esta nueva entrega se comenzó a grabar en diciembre de 2007, en Vancouver, Canadá, terminando las grabaciones en abril de 2008 y se estrenó el 24 de julio de 2008.

## Argumento
La trama se centra en el secuestro de un grupo de mujeres en las colinas de Virginia, entre ellas la joven agente del FBI Mónica Bannan, y la única pista que se tiene sobre su desaparición son una serie de restos humanos que aparecen en los bancos de nieve en las colinas. Gracias a la ayuda de un sacerdote llamado Joseph —Billy Connolly— que tiene visiones acerca del hecho, la policía local descubre un experimento médico secreto que podría estar relacionado con la desaparición de las mujeres.
Han pasado seis años después de los eventos del final de la serie, y los agentes especiales Fox Mulder y Dana Scully están haciendo su vida: el agente Mulder está aislado y sigue buscando recortes o información de ovnis, y la agente Scully se desarrolla totalmente en la medicina y trabaja como doctora en un hospital católico, donde tiene un caso de un niño llamado Christian, postrado con meses de vida que padece de un mal terminal cerebral llamado enfermedad de Sandhoff, al cual hace lo posible por salvar. A pesar de que los agentes Mulder y Scully no desean volver a su oscuro pasado, ellos serán los únicos capaces de resolver este misterio, del cual la agente Scully no quiere ser partícipe por diversas razones, entre ellas la de seguir las predicciones de un sacerdote pedófilo como lo veía ella, a diferencia del agente Mulder que sí cree en él y sus visiones.
Después de trasladarse a Washington D. C. los agentes Dakota Whitney —Amanda Peet— y Mosely Drummy llevan a Mulder y Scully a la casa de la agente secuestrada, donde el sacerdote convence a todos cuando le viene un ataque de angustia y dolor y empieza a sangrar por los ojos. Mientras tanto, una mujer es sacada del camino y luego secuestrada por un conductor llamado Janke Dacyshyn, por lo que nuevamente se requiere la ayuda de las visiones del padre Joseph. Después de una noche agotadora buscando en un campo cubierto de nieve, el padre los lleva a una especie de cementerio congelado lleno de personas y restos humanos. Los análisis con el tiempo les revelan que Dacyshyn es un traficante de órganos en Richmond (Virginia), cuyo esposo, Franz Tomczeszyn —Fagin Woodcock— fue uno de los jóvenes abusados por el padre Joseph. Después de eso, los oficiales del FBI hacen una redada en el edificio donde se cree que se trafican los órganos, pero Dacyshyn logra escapar, dejando la cabeza cortada de Mónica Bannan en la escena. Mulder y la agente Whitney lo persiguen y no permiten que suba a un helicóptero que lo estaba esperando. El perseguido entra a un edificio en construcción, Mulder y la agente se separan y Dacyshyn empuja a Dakota que cae del edificio y muere.
Mientras la película se desarrolla, Scully va a visitar al sacerdote Joseph para preguntarle por qué en un encuentro anterior le había dicho que no perdiera la esperanza y cuestionarlo sobre esas visiones que tiene. Tras una pelea con él, este sufre un paro y termina internado en el hospital donde trabaja Scully, donde se descubre que él sufría de cáncer de pulmón avanzado. El padre les asegura que Mónica Bannan aún está viva, lo que impulsa a Mulder a investigar más a fondo y va con el auto de Scully a un pueblo pequeño cercano al lugar de los secuestros, donde descubre que Dacyshyn ha comprado tranquilizante para animales. Al seguir a Dacyshyn, Mulder acaba en un complejo de edificios, y el ataque de un perro guardián de dos cabezas atrae la atención de Dacyshyn, quien sale de uno de los edificios, que era en realidad el escondite de un equipo improvisado de tráfico de órganos humanos liderado por médicos rusos, que habían estado detrás de los secuestros de mucha gente durante años. El campo que el padre Joseph había descubierto era en realidad su vertedero. Mulder entra al edificio y se encuentra al equipo tratando de poner la cabeza de Tomczeszyn —el esposo de Dacyshyn y líder de la organización— en el cuerpo de la segunda mujer secuestrada. Mulder trata de salvarla, pero un doctor viene por detrás y lo inyecta con acepromazina, los traficantes lo secuestran y lo llevan a fuera para que Dacyshyn lo asesine.
Cuando la agente Scully no puede comunicarse con Mulder por su teléfono, decide contactar con su antiguo jefe, Walter Skinner, con quien rastrea el número de Mulder y posteriormente los dos salen en su búsqueda, encontrando el vehículo en que iba volcado y destrozado cerca de un camino. Después de mucho andar por la nieve, llegan a una localidad y encuentran un buzón rural cuya dirección, 25-2, corresponde a un capítulo y versículo bíblico —Proverbios 25:2— que el padre Joseph había mencionado a Scully a través de una visión, y oyen ladridos, algo que también él mencionó. Al llegar a la dirección, Skinner logra interrumpir el trasplante de cuerpo que se estaba llevando a cabo, salvando a la joven secuestrada. Cuando Dacyshyn está a punto de matar a Mulder, Scully se enfrenta a él y salva a Mulder.
Más tarde, Mulder está en casa cuando Scully le dice que el padre Joseph ha muerto. Y eso sucedió al mismo tiempo que murió Tomczeszyn, cuando Scully desconectó su cabeza. Mulder conjetura que, de alguna manera, los destinos de los dos hombres estaban unidos por algo más que visiones. Al final Mulder le dice a Scully que ellos no persiguen la oscuridad, si no que la oscuridad es siempre la que los encuentra. La agente Scully sigue confundida, tratando de decidir si operará a Christian siguiendo el consejo del padre Joseph, quien le dijo: «No te rindas», considerando que ella tiene dudas acerca de escuchar a un sacerdote pedófilo. Sin embargo, al final Scully decide arriesgarse y opera a su paciente. En una escena final después de los créditos, se ve a los dos agentes, Mulder y Scully, remando hacia una isla tropical, usando trajes de baño y saludando a un helicóptero que vuela sobre ellos.

## Reparto
| Actor                 | Personaje                               | Actor de doblaje (España)                                | Actor de doblaje (Latinoamérica) |
| --------------------- | --------------------------------------- | -------------------------------------------------------- | -------------------------------- |
| David Duchovny        | Fox Mulder                              | Lorenzo Beteta                                           | Roberto Molina                   |
| Gillian Anderson      | Dana Scully                             | María del Mar Tamarit y Rosa María Hernández (tráileres) | Cony Madera                      |
| Mitch Pileggi         | Walter S. Skinner                       | Juan Luis Rovira                                         | ??                               |
| Amanda Peet           | Agente especial del FBI, Dakota Whitney | Marta García                                             | Irene Jiménez                    |
| Billy Connolly        | Padre Joseph Crissman                   | Luis Mas                                                 | Arturo Mercado Chacón            |
| Alvin "Xzibit" Joiner | Agente Mosley Drummy                    | Roberto Encinas                                          | Juan Carlos Tinoco               |
| Callum Keith Rennie   | Janke Dacyshyn                          | Peyo García                                              | José Luis Orozco                 |
| Adam Godley           | Father Ybarra                           | José Padilla                                             | ??                               |
| Spencer Maybee        | Blair Finch                             | David Robles                                             | ??                               |
| Sarah-Jane Redmond    | Desconocido                             | ??                                                       | ??                               |
| Narración             | Desconocido                             | ??                                                       | Víctor Delgado                   |